# Turnul de parașutism din Suceava

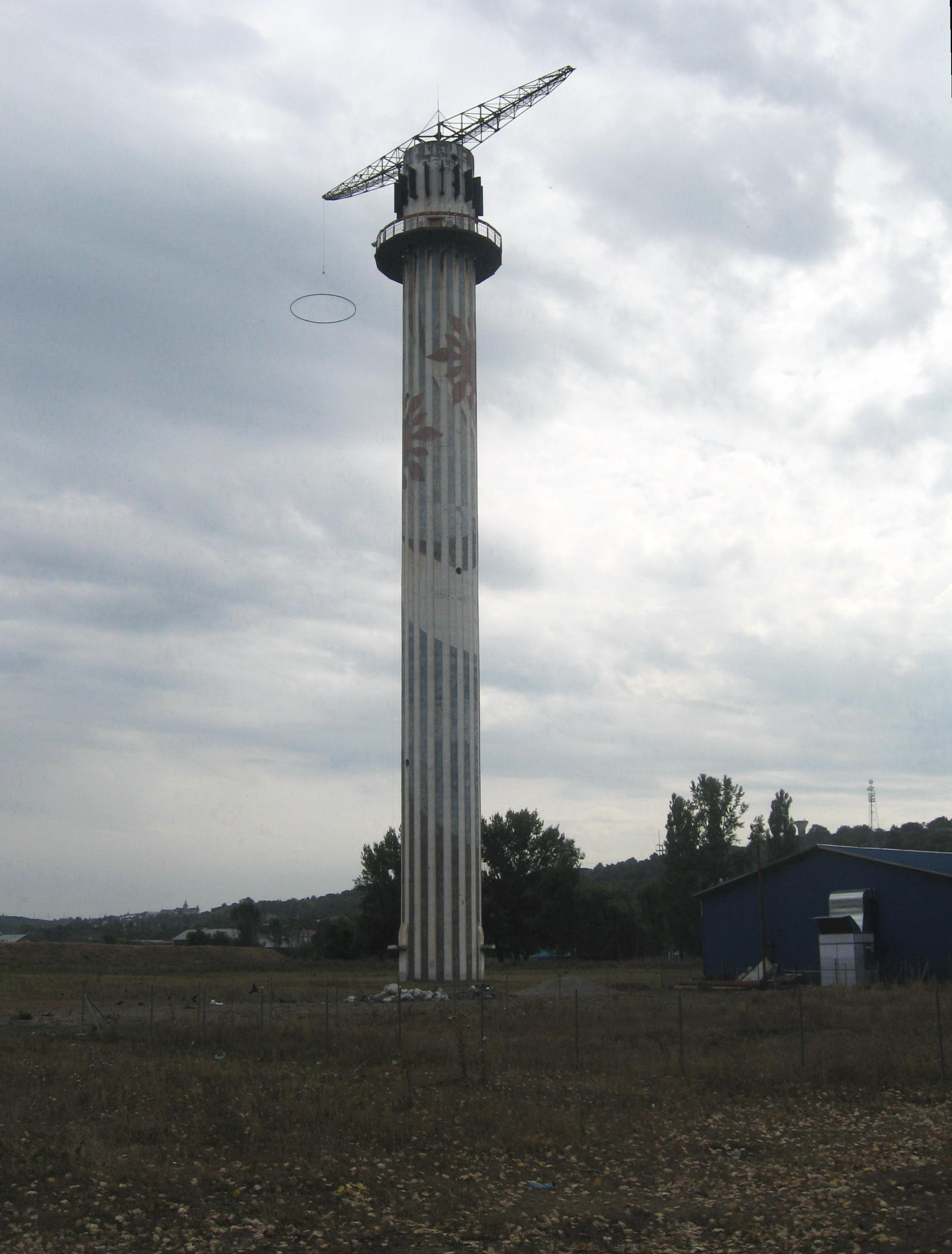
Turnul de parașutism din Suceava

Turnul de parașutism din Suceava este un turn de inițiere și antrenamente în săritura cu parașuta din municipiul Suceava. În România există aerocluburi care dispun de astfel de turnuri în orașele Baia Mare, București, Cluj-Napoca, Iași, Ploiești și Suceava.

## Istoric
Pentru pasionații de aviație sportivă a fost înființat în Suceava un aeroclub teritorial, care a fost denumit inițial Aeroclubul „Șoimii Bucovinei”. Ulterior a primit denumirea de Aeroclubul „Grigore Baștan”, după numele generalului-maior Grigore Baștan (1922–1983), fost comandant al Trupelor de Parașutiști și locțiitor pentru Parașutiști al Comandantului Aviației Militare. Aeroclubul îi pregătea atât teoretic, cât și practic pe amatorii de parașutism, planorism, zbor cu balonul și zbor cu motor. Sediul aeroclubului este situat pe strada Dragoș Vodă nr. 12, iar terenul de zbor în orașul Salcea, unde se află și Aeroportul Internațional „Ștefan cel Mare” Suceava.
Pentru a asigura o mai bună pregătire a amatorilor de parașutism, a fost construit și dat în folosință în anul 1983 un turn de parașutism care a fost amplasat în zona Complexului Sportiv „Ștrand”, baza sportivă și de agrement de pe malul râului Suceava, în apropiere de șoseaua de legătură între centrul orașului și cartierul Ițcani. La acel moment, în România existau doar două obiective similare: turnul din cadrul Complexului Sportiv „23 August” din București și turnul din Baia Mare.
Turnul este destinat să fie folosit de către Aeroclubul Teritorial Suceava.

## Dotări
Turnul a fost realizat dintr-un cilindru de beton armat, cu un diametru exterior de 6,10 metri. Printre instalațiile cu care a fost dotat menționăm:
- troliu cu sistem de ridicare și coborâre a parașutei;
- inelul parașutei cu anexe;
- mecanismul de rotire a săgeții în funcție de direcția de acțiune a vântului;
- sistem de iluminare pentru salturi de noapte.

La înălțimea de 60 metri se află o platformă metalică exterioară, în consolă. La 64 metri este camera unde se află mecanismul de acționare al săgeții, iar la 66,70 metri este camera troliului pentru ascensor.
Pe peretele exterior al turnului a fost pictată în culori cu email perclorvinilic o pasăre albă pe un cer senin, simbolizând ascensiunea omului spre culmile văzduhului. Autoarea decorației este artista Ioana Nistor (1948–2000).

## Imagini

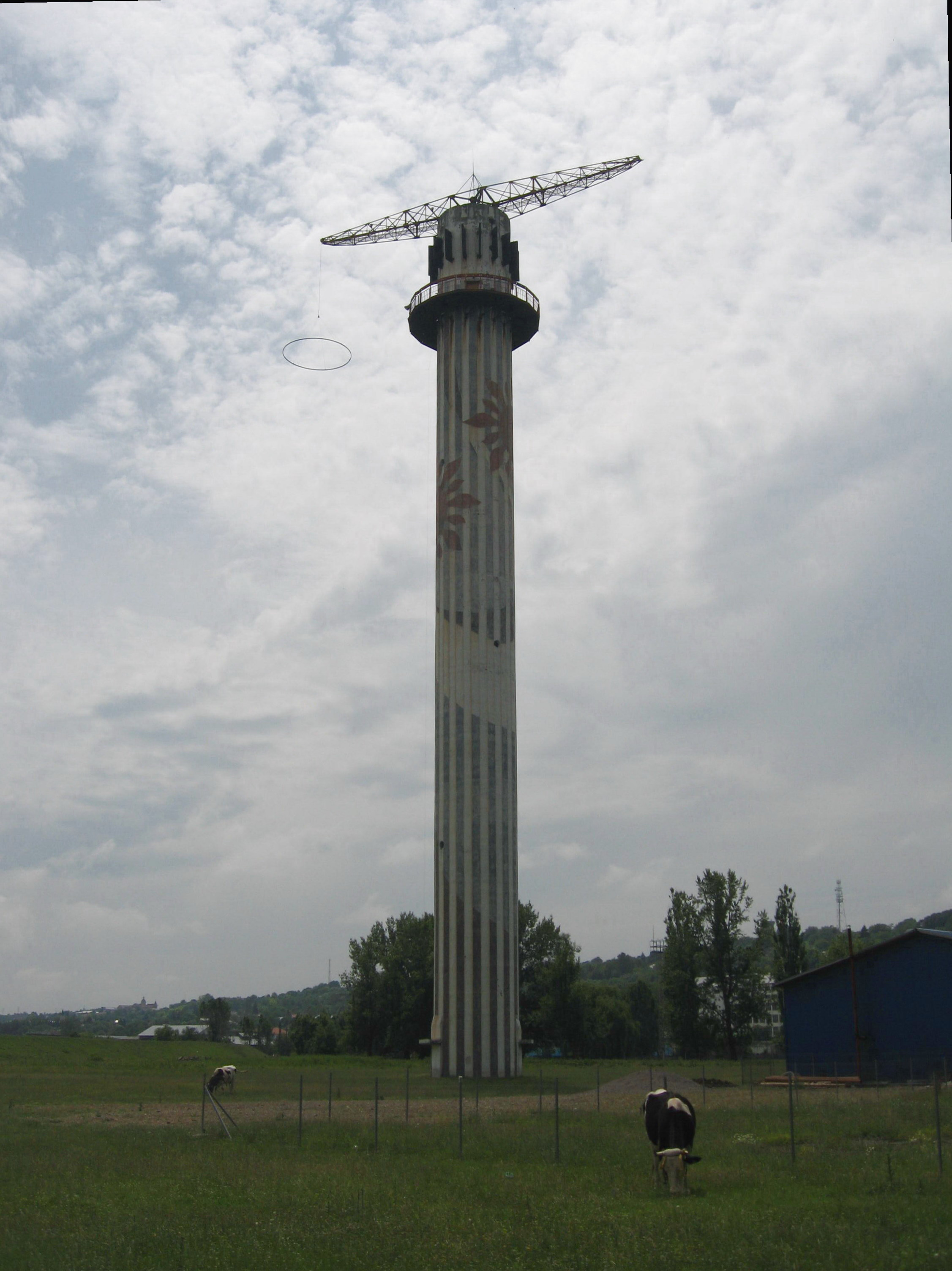
Turnul de parașutism din Suceava

## Vezi și
- Turnul de parașutism din Iași
- Turnul de parașutism din București